# District de Gessenay
Pour les articles homonymes, voir Saanen (homonymie).
Le district de Gessenay ou de Saanen est l’un des 26 districts du canton de Berne en Suisse. Son chef-lieu est Gessenay (ou : Saanen), il est composé de 3 communes pour une surface de 241 km² : 
- CH-3792 Saanen avec le village de Gstaad (CH-3780)
- CH-3785 Gsteig bei Gstaad
- CH-3782 Lauenen